# Nolan Gould
Nolan Gould (New York, 28 oktober 1998) is een Amerikaanse acteur die onder andere bekend is van zijn rol als Luke Dunphy in de ABC-reeks Modern Family.
De broer van Nolan, Aidan Gould is eveneens acteur.

## Filmografie
- 2006: The McPassion – Jongen in restaurant
- 2006: Waiting Room – Kind
- 2007: America's Most Wanted – De jonge Paul Jackson (1 aflevering)
- 2007: Have a Nice Death – Adam Wonderbread
- 2007: Sunny & Share Love You – Jason
- 2007: Out of Jimmy's Head – De jonge Jimmy (2 afleveringen)
- 2008: Montana – Johnny
- 2008: Sweet Nothing In My Ear – Mark Scott
- 2008: Eleventh Hour – John Warner (1 aflevering)
- 2009: Disney's Really Short Report – (1 aflevering)
- 2009: Space Buddies – Sam
- 2010: Hysteria – Kind
- 2010: Good Luck Charlie – Zander (1 aflevering)
- 2010: Monster Heroes – De jonge Jonas Stein
- 2011: Doc McStuffins – Lil Jack (1 aflevering)
- 2011: R.L. Stine's The Haunting Hour – Jack (1 aflevering)
- 2011: Friends with Benefits – Sam
- 2011: Child Star Psychologist –
- 2012: Ghoul – Timmy Graco
- 2013: The To Do List - Max, (kid by pool)
- 2009-2020: Modern Family – Luke Dunphy
- 2020: "yes" - Jeremiah Rosenhaft

- Bibsys: 90784688
- International Standard Name Identifier: 0000 0000 6242 1469
- Library of Congress Control Number: no2009090865
- Nederlandse Thesaurus van Auteursnamen: 291446744
- Virtual International Authority File: 90539352
- WorldCat: E39PBJjhxXqmVrTF9kgvTYj6Kd